# Raadi-begraafplaats
De Raadi-begraafplaats (Estisch: Raadi kalmistu) is de oudste en grootste begraafplaats in Tartu, Estland, daterend uit 1773. Tot 1841 was het de enige begraafplaats in de stad. Veel prominente historische figuren liggen er begraven. Sinds de verwoesting van de Kopli-begraafplaats in Tallinn is het tevens de grootste Baltisch-Duitse begraafplaats.

## Geschiedenis
Tussen 1771 en 1772 vaardigde de Russische keizerin Catharina de Grote een edict uit dat verordende dat vanaf dat moment niemand mocht worden begraven in een kerkcrypte of op een kerkhof, ongeacht hun sociale status of afkomst. Alle begrafenissen zouden vanaf dan plaatsvinden op de nieuw aan te leggen begraafplaatsen in het gehele Russische Rijk, die buiten de stadsgrenzen zouden liggen.
Deze maatregelen werden ingegeven door een aantal uitbraken van zeer besmettelijke ziekten die verband hielden met ontoereikende begrafenispraktijken in stedelijke gebieden, met name de Zwarte Dood die had geleid tot de pestopstand in Moskou in 1771.
De Raadi-begraafplaats werd geopend op 5 november 1773 en diende tevens als de begraafplaats van de Universiteit van Tartu.

## Graven van bekende personen
- Franz Aepinus
- Betti Alver
- Paul Ariste
- Lauri Aus
- Karl Ernst von Baer
- Karl Claus
- Johann Voldemar Jannsen
- Friedrich Reinhold Kreutzwald
- Otto Wilhelm Masing
- Uku Masing
- Friedrich Parrot
- August Sabbe